# Lutz Gau
Lutz Gau (* 24. September 1959) ist ein deutscher Sportfunktionär, Handballtrainer und ehemaliger -spieler.

## Werdegang
Gau war Schüler an der Karl-Krull-Oberschule in Greifswald, dort begann er 1967 mit dem Handballsport, nachdem er zuvor Leichtathlet gewesen war. Er spielte Handball bei Dynamo Greifswald, wurde an der Kinder- und Jugendsportschule in Berlin gefördert, seine weiteren Vereine als Spieler waren SC Dynamo Berlin, Stahl Brandenburg und die BSG Post Schwerin. Der als Rechtsaußen eingesetzte Gau wurde in die Nationalmannschaft der Deutschen Demokratischen Republik berufen. Ein Studium an der Deutschen Hochschule für Körperkultur schloss er 1989 ab, der Titel seiner Diplomarbeit lautete Entwicklung der Sektion Handball in der BSG Post Schwerin von 1966 - 1975.
1990 wechselte Gau als Trainer zum Harburger TB nach Hamburg. Er arbeitete ebenfalls bei den Vereinen Post Schwerin, SG Crivitz-Schwerin, TSG Wismar und SV GW Schwerin als Trainer.
Beruflich wurde Gau im Bildungsministerium Mecklenburg-Vorpommerns mit Arbeitsbereich Schulsport sowie Gesundheit und Sport tätig. In seinen Aufgabenbereich fiel auch der Wettbewerb Jugend trainiert für Olympia, für den er auf Landesebene zuständig war und 2018 als stellvertretender Vorstandsvorsitzender der Deutschen Schulsportstiftung für die Durchführung der Finalwettbewerbe auf Bundesebene verantwortlich wurde.